# 泡泡 (動畫電影)
《泡泡》是一部原創日本動畫電影，由荒木哲郎執導，虛淵玄編劇，WIT STUDIO擔任動畫製作。於2022年4月28日在Netflix全球播放，並於2022年5月13日在日本院線上映。故事描述世界各地降下泡泡雨，造成重力瓦解和大範圍土地沉沒後，少年「響」所屬的跑酷隊伍「青藍火炎」為爭取生活資源和其他跑酷隊伍展開競爭，偶遇神秘少女「詩」所發生的故事。
本片上映後獲得的評價褒貶不一，媒體和影評家主要對動畫視覺效果給予正面評價，但批評劇情設計偏向單薄。盡管如此，本片仍獲頒亞洲影藝創意大獎中的最佳動畫獎。

## 故事簡介
多年前的某一天，東京下起了泡泡雨，不久後市中心發生謎之爆炸，使東京被一個以東京鐵塔為中心的力場包覆，出現重力异常。此外累積的泡泡破掉變成水，導致東京陷入一片汪洋，成為無法居住的地區，被大家遺棄。久而久之，有許多在外頭沒有歸宿的年輕人，進到東京裡住了下來，並以生活物資為賭注，進行五對五的跑酷奪旗大賽。跑酷隊伍「青藍火炎」的王牌「響」能靈活地透過飄在半空中的泡泡來跑酷，並經常聽到別人所聽不到的歌聲，歌聲的源頭就是鐵塔。爆炸當天，他在鐵塔頂層觀景台上就聽到了那個歌聲。
某天，響為了追尋歌聲而再次嘗試攀登鐵塔，卻因為鐵塔上半部的重力特別異常而墜海，被一名由泡泡變成的少女所救。少女加入青藍火炎，與響等人一同生活，並被取名為「詩」。詩不只是響的救命恩人，也唱出了響念念不忘的歌，兩人的相處相當良好。詩愛慕響，但碰到他的身體部位會化為泡沫散去，所以不得不和他保持距離，也因此她在聽到童話《人魚公主》時心有戚戚焉。另一方面，詩在泡泡跑酷上的能力甚至高於響，因此被選為先發，並漂亮地贏了手段陰險的「死魂送葬隊」。
詩到來之後，力場出現異變，跟著青藍火炎的女科學家真琴發現數據和爆炸當時幾乎一樣。詩被她的同類要求回到她應該待的地方，只好獨自離開。東京開始崩壞，青藍火炎等人搭船撤離，卻被漩渦困住。響帶著眾隊員到鐵塔找詩，經過一番努力後，只有響抵達頂層觀景台。重回現場，響回想起，爆炸前夕他和一個泡泡互動，那個泡泡也就是現在的詩。那時響呼喚那個泡泡，並一起唱那首歌，泡泡（詩）因此靠近了響，並隔著玻璃碰了響的手；然而此舉觸怒了其他泡泡，導致了爆炸。
響在塔頂的空間看到詩和她的「姊姊」，但光是自保就很困難，完全沒辦法抵達詩身邊。響終於不支墜落，詩掙脫了姊姊，全力讓響安然回到地面，但也因為大面積的接觸而幾乎化為泡泡，隨後逝去，如同童話結局。雖然籠罩東京的力場因為詩的消失而解除，響仍為詩的犧牲悲痛不已。一段時間後，人們開始重建東京，少年們仍在進行跑酷比賽，詩以一小顆漂浮泡泡的模樣陪伴在響身邊。

## 登場角色
| 角色             | 配音員     | 配音員     | 簡介 |
| 角色             | 日语版     | 台湾中配版 | 簡介 |
| ---------------- | ---------- | ---------- | --- |
| 響               | 志尊淳     | 張立昂     | 本作男主角，澀谷跑酷隊伍「青藍火炎」的菁英成員，自從泡泡引發的災難失去家庭後，變得封閉自我不擅與人交流。因為天生敏銳的聽覺，平常習慣配戴耳機阻隔外界噪音。 |
| 詩               | Riria.     | 李昀晴     | 本作女主角，偶然救起墜入泡泡海的響的神秘少女。個性天真爛漫，隨劇情發展和響建立羈絆。真實身份是響墜入泡泡海的吐息與泡泡融合的化身。                         |
| 真琴             | 廣瀨愛麗絲 | 錢欣郁     | 研究泡泡現象的女性科學家。相當親近詩。 |
| 慎               | 宮野真守   | 吳文民     | 跑酷隊伍「青藍火炎」的年長成員，被隊伍成員視為可靠的對象。                                                                                                 |
| 海               | 梶裕貴     | 吳愷笛     | 跑酷隊伍「青藍火炎」的隊長，個性熱血，因為泡泡引發的災難失去家人。受擔任船長的父親影響，擅長操縱船隻。                                                     |
| 兔               | 千本木彩花 | 陳貞伃     | 跑酷隊伍「青藍火炎」最年少的成員，個性活潑衝動。 |
| 電氣忍者隊長     | 畠中祐     | 賈文安     | 秋葉原跑酷隊伍「電氣忍者」的隊長，和「青藍火炎」處於相互競爭，但在必要時會提供協助的關係。                                                                 |
| 死魂送葬隊長     | 井上麻里奈 | 李昀晴     | 御台場跑酷隊伍「死魂送葬」的隊長，習慣用面具遮掩面容，「青藍火炎」的競爭對手之一。                                                                         |
| 關東狂怒龍蝦隊長 | 三木真一郎 | 孫誠       | 練馬跑酷隊伍「關東狂怒龍蝦」的隊長，重視情義。 |
| 磯崎             | 逢坂良太   | 賈文安     | 跑酷隊伍「青藍火炎」的成員。 |
| 大澤             | 羽多野涉   | 孫誠       | 跑酷隊伍「青藍火炎」的成員。 |

## 製作人員
- 導演：荒木哲郎
- 編劇：虛淵玄、大樹連司、佐藤直子
- 角色設計原案：小畑健
- 角色設計、總作畫監督：門脇聰
- 音樂：澤野弘之
- 動畫製作：WIT STUDIO
- 發行商：華納兄弟影片[2]

## 音樂
電影片頭主題曲「Bubble feat. Uta」和片尾主題曲分別由Eve和Riria.主唱，電影配樂則是由澤野弘之製作。電影原聲帶專輯《Bubble Original Soundtrack》和串流版《Bubble Original Soundtrack (Extra Track ver.)》於2022年5月11日由TOY'S FACTORY發售。

### 主題曲
片頭曲「Bubble feat. Uta」
作詞、作曲：Eve，編曲：Numa，主唱：Eve
片尾曲
作詞、作曲、主唱：Riria.

### 原聲帶專輯
| Bubble Original Soundtrack | Bubble Original Soundtrack              | Bubble Original Soundtrack | Bubble Original Soundtrack |
| 曲序                       | 曲目                                    | 演唱                       | 时长                       |
| -------------------------- | --------------------------------------- | -------------------------- | -------------------------- |
| 1.                         | BUBBLE                                  |                            | 1:58                       |
| 2.                         | BATTLEKOUR                              |                            | 5:21                       |
| 3.                         | BB                                      |                            | 0:53                       |
| 4.                         | JU-RYOKU ver.2                          |                            | 3:58                       |
| 5.                         | BB2                                     |                            | 2:29                       |
| 6.                         | MERMAID                                 |                            | 4:18                       |
| 7.                         | HIBIKI                                  |                            | 1:56                       |
| 8.                         | UTAtoHIBIKI                             |                            | 1:32                       |
| 9.                         | UNDERTAKER                              |                            | 2:15                       |
| 10.                        | BB×UT                                   |                            | 3:20                       |
| 11.                        | PARKOUR                                 |                            | 3:56                       |
| 12.                        | UTA                                     |                            | 1:57                       |
| 13.                        | 2ndBUBBLE                               |                            | 5:29                       |
| 14.                        | TOWER                                   |                            | 5:57                       |
| 15.                        | NE-SAMA                                 |                            | 2:20                       |
| 16.                        | BUBBLE-cho.                             |                            | 6:49                       |
| 17.                        | BUBBLE-THEME                            |                            | 3:53                       |
| 18.                        | Bubble feat. Uta                        | Eve                        | 3:46                       |
| 19.                        | Bubble feat. Uta (TeddyLoid Remix)      | Eve                        | 3:23                       |
| 20.                        | 色彩                                    |                            | 5:11                       |
| 21.                        |                                         |                            | 4:05                       |
| 22.                        | BUBBLE-outtack1（Extra Track ver.限定） |                            | 3:02                       |
| 23.                        | BUBBLE-outtack2（Extra Track ver.限定） |                            | 1:48                       |
| 24.                        | BUBBLE-outtack3（Extra Track ver.限定） |                            | 1:29                       |
| 25.                        | BUBBLE-outtack4（Extra Track ver.限定） |                            | 2:06                       |
| 26.                        | BUBBLE-outtack5（Extra Track ver.限定） |                            | 0:23                       |
| 27.                        | BUBBLE-outtack6（Extra Track ver.限定） |                            | 1:48                       |
| 28.                        | BUBBLE-outtack7（Extra Track ver.限定） |                            | 3:00                       |
| 29.                        | BUBBLE-outtack8（Extra Track ver.限定） |                            | 0:36                       |
| 总时长：                   | 总时长：                                | 总时长：                   | 1:29:00                    |

## 評價
《泡泡》在媒體和影評家之間的反應褒貶不一，爛番茄根據18個專業評論（9篇好評，9篇差評），獲得50%的新鮮度，平均得分5.5（滿分10分）。Metacritic根據5條評論（3條好評，2條差評），獲得56分（滿分100），代表「褒貶不一」。
在英语影评网站互联网电影数据库（IMDB），《泡泡》，的評分為6.3分（滿分10分）。

## 獲獎與提名獎項
- 亞洲影藝創意大獎 最佳動畫獎[3]

- 2023年VFX-JAPAN獎（日语：VFX-JAPANアワード）（提名） [11]

## 周邊媒體

### 小說
由武田綾乃執筆的小說於2022年4月21日由集英社文庫發售。
| 冊數 | 集英社        | 集英社                 | 磨铁文化  | 磨铁文化               |
| 冊數 | 發售日期      | ISBN                   | 發售日期  | ISBN                   |
| ---- | ------------- | ---------------------- | --------- | ---------------------- |
| 全   | 2020年4月21日 | ISBN 978-4-08-744376-9 | 2023年9月 | ISBN 978-7-5722-5925-8 |

### 漫畫
由作畫的漫畫於2022年4月22日起在「少年Jump+」連載。
| 冊數 | 集英社       | 集英社                 |
| 冊數 | 發售日期     | ISBN                   |
| ---- | ------------ | ---------------------- |
| 1    | 2022年5月2日 | ISBN 978-4-08-883134-3 |
| 2    | 2022年6月3日 | ISBN 978-4-08-883181-7 |

### 公式書
公式書於2022年4月28日發售，內容主要包括演員和製作人員的訪談、角色設計稿、美術設定、美術背景、原畫及導演的筆記。
| 冊數 | 集英社        | 集英社                 |
| 冊數 | 發售日期      | ISBN                   |
| ---- | ------------- | ---------------------- |
| 全   | 2020年4月28日 | ISBN 978-4-08-102413-1 |

## 備註
1. ↑  STORY inc.、WIT STUDIO、華納兄弟影片、Nitro+、Lawson Entertainment、Straight Edge

## 外部連結
- 官方网站 （日語）
- 在Netflix上觀看《泡泡》
- 泡泡的X（前Twitter） （日語）
- 互联网电影数据库（IMDb）上《泡泡》的资料（英文）
- 爛番茄上《泡泡》的資料（英文）